# Shūji Saitō
Shūji Saitō (jap. 斎藤 秀司, Saitō Shūji; * 16. Oktober 1957) ist ein japanischer Mathematiker, der sich mit arithmetischer und algebraischer Geometrie befasst.
Nach seinem Schulabschluss an der Tōhō-Gakuen-Oberschule 1976, begann er im selben Jahr ein Studium an der Universität Tokio. 1980 erhielt er dort seinen Bachelor in Mathematik, 1982 seinen Master-Abschluss und 1985 wurde er promoviert. 1989 wurde er Juniorprofessor an der Universität, ging jedoch 1997 für eine ordentliche Professur an das Tokyo Institute of Technology. Von 2000 bis 2004 war er an der Universität Nagoya, anschließend bis 2012 wieder an seiner Alma Mater und seit 2012 abermals am Tokyo Institute of Technology. Daneben war er auch Gastwissenschaftler an der University of Nottingham (bei Ivan Fesenko) und an der Universität Regensburg (bei Uwe Jannsen).
Er entwickelte in den 1980er-Jahren zusammen mit Kazuya Katō eine höherdimensionale Klassenkörpertheorie.
Außer mit Katō veröffentlichte er unter anderem mit Uwe Jannsen, Masanori Asakura, Takeshi Saitō, Kanetomo Satō, Jean-Louis Colliot-Thélène, Stefan Müller-Stach und Moritz Kerz.
1996 erhielt er den Frühlingspreis der Japanischen Mathematischen Gesellschaft.
2010 war er Invited Speaker auf dem Internationalen Mathematikerkongress in Hyderabad (Cohomological Hasse principle and motivic cohomology of arithmetic schemes) über Arbeiten zum kohomologischen Hasse-Prinzip (Vermutungen von Katō zu seiner Verallgemeinerung des Hasse-Prinzips).

## Schriften
- Recent Progress on the Kato conjecture, in Quadratic forms, linear algebraic groups, and cohomology, Developments in Mathematics, Band 18, 2010, S. 109–124
- Herausgeber mit B. Brent Gordon, James D. Lewis, Stefan Müller-Stach, Noriko Yui: The arithmetic and geometry of algebraic cycles (Proc. CRM Summer School, 1998, Banff), American Mathematical Society 2000 (darin von Sato: Motives, Algebraic Cycles and Hodge theory, S. 235–253) sowie dieselben als Herausgeber bei NATO Advanced Summer Institute (Banff 1998), Springer Verlag/Kluwer 2000 (darin von Saito: Motives and filtrations on Chow groups II)
- Motives and Filtrations on Chow groups, Inventiones Mathematicae, Band 125, 1996, S. 149–196
- Arithmetic theory on an arithmetic surface, Annals of Mathematics, Band 129, 1989, S. 547–589
- Some observations on motivic cohomologies of arithmetic schemes, Inventiones Mathematicae, Band 98, 1989, S. 371–414
- Arithmetic on two dimensional local rings, Inventiones Mathematicae, Band 85, 1986, S. 379–414
- mit K. Kato: Global class field theory of arithmetic schemes, Contemporary Mathematics, Band 55, 1986, S. 255–331
- Unramified class field theory of arithmetical schemes, Annals of Mathematics, Band 121, 1985, S. 251–281
- Class field theory for curves over local fields, Journal Number Theory, Band 21, 1985, S. 44–80
- mit K. Kato: Unramified class field theory of arithmetical surfaces, Annals of Mathematics, Band 118, 1985, S. 241–275